# Михайленко, Игорь Владимирович
Игорь Владимирович Михайленко (укр. Ігор Володимирович Михайленко; род. 19 февраля 1988, Харьков, Украинская ССР) — украинский военный и политический деятель. 2-й командир полка «Азов», старший лейтенант Национальной гвардии Украины. Командир Национальных Дружин. Известен также под позывным «Черкас».

## Биография
Родился в Харькове в украинской семье. До студенческих лет проживал в селе Чапаевка Пологовского района Запорожской области.
В 2004 году вступил в Харьковский Политех. Весной 2005 года познакомился с Андреем Белецким и стал членом возглавляемой Организации «Патриот Украины».
Был участником столкновений с милицией во время проведения марша «героев УПА» 18 октября 2008 года, за что на несколько суток был арестован вместе с другими бойцами организации.
23 августа 2011 года украинец Сергей Колесник совершил вооруженное нападение на офис Харьковской ячейки «Патриота Украины». Бойцы Организации оказали сопротивление, в результате которого произошёл конфликт со стрельбой, был тяжело ранен сам Колесник и двое членов «Патриота Украины». Среди раненых был и Игорь Михайленко, который был госпитализирован с простреленной в упор шеей. Игорь Михайленко проходил по делу как свидетель, но из-за того, что СБУ начало расследование против «Патриота Украины», впоследствии его переквалифицировали в подозреваемого.
11 сентября 2011 года вместе с другим членом «Патриота Украины» Виталием Княжеским он был арестован. В поддержку политзаключенных «Патриота Украины» в разных городах страны проходили акции протеста против политических репрессий.
До конца зимы 2014 года содержался в Харьковском следственном изоляторе (известном как Холодногорская тюрьма).
25 февраля 2014 года на основании постановления № 4202 Верховной Рады «Об увольнении политзаключённых» Игорь Михайленко, Андрей Белецкий и другие заключённые были выпущены из тюрем.

### Участие в АТО
Практически сразу после освобождения из заключения вместе с Андреем Белецким стал соучредителем украинского партизанского отряда Чёрный Корпус.
Участвовал в штурме клуба «Оплот», обороне Харьковской облгосадминистрации 1 марта 2014 года, бою на Рымарской и событиях 5-7 мая в Мариуполе.
С 5 мая 2014 года стал добровольцем батальона, а впоследствии — полка «Азов».
Во время Освобождения Мариуполя 13 июня 2014 года лично командовал одной из штурмовых групп. Также принимал личное участие в освобождении Марьинки 5 августа 2014 года, Иловайской и Широкинской операциях.
До октября 2014 года командовал 1-й сотней полка «Азов», а после избрания Андрея Белецкого народным депутатом стал командиром полка. Командовал полком «Азов» до августа 2016 года.

### Дальнейшая общественная деятельность
После демобилизации поступил в Острожскую Академию на специальность «правоведение».
В феврале 2017 года вместе со своими сослуживцами и общественными активистами создал Национальные дружины. Под командованием Михайленко Национальные дружины как добровольные помощники ГСЧС участвовали в ликвидации последствий диверсий на военных складах и спасении пострадавших в Балаклее на Харьковщине, Калиновке Винницкой области и в Ичне на Черниговщине.
В декабре 2018 года под руководством Михайленко и при поддержке Андрея Белецкого был открыт самый большой на Украине социальный спортивный зал — «NDGym».
В январе 2019 года был избран членом Высшего Совета Национального Корпуса.

## Награды
- Медаль «За оборону Мариуполя» — за участие в освобождении и обороне Мариуполя.
- Наградное огнестрельное оружие — за проявленное личное мужество при выполнении боевых заданий.
- Звание Почётный гражданин Мариуполя — за разработку и осуществление плана по освобождению Мариуполя от террористических группировок, весомый вклад в сохранение города Мариуполя, утверждение государственности, демократии и народовластия на территории города[7].